# Philippe Baptiste
Pour les articles homonymes, voir Baptiste.
Philippe Baptiste, né le 28 mars 1972 à Paris, est un ingénieur, docteur, chercheur et homme politique français.
Il est président du Centre national d'études spatiales (CNES) de 2021 à 2025.
Depuis le 23 décembre 2024, il est ministre chargé de l'Enseignement supérieur et de la Recherche au sein du gouvernement Bayrou, placé auprès d'Élisabeth Borne, ministre de l'Éducation nationale, de l'Enseignement supérieur et de la Recherche.

## Jeunesse et formation
Il obtient en 1994 un diplôme d'ingénieur civil des mines de Nancy et un master of science de l'université de Strathclyde (Glasgow, Royaume-Uni), en 1995 un DEA d'informatique à l'université Pierre-et-Marie-Curie, puis en 1998 un doctorat en informatique de l'université de technologie de Compiègne.

## Carrière professionnelle
Il commence sa carrière à ILOG, puis au E-lab de Bouygues. Il entre au CNRS en 1999 avant de travailler aux États-Unis chez IBM Research, au Watson Research Center de 2000 à 2001. En 2002, il devient professeur chargé de cours à l'École polytechnique, où il dirige ensuite le laboratoire d'informatique (LIX) de 2008 à 2010. Il dirige à partir de 2010 l'Institut des sciences de l'information et de leurs interactions (INS2I) au CNRS. Il rejoint en mai 2013 le ministère de l'Éducation nationale en tant que chef du service de la stratégie et de l'innovation à la direction générale de la Recherche et de l'Innovation avant d'être nommé en juin 2014 directeur général délégué à la science du CNRS par Alain Fuchs. Il intègre le conseil d'administration de l'INRIA en juillet 2013 (renouvelé en mars 2015) et le haut conseil scientifique de l'ONERA en septembre 2014.
En février 2016, il est recruté par Total en tant que directeur scientifique du groupe. Il est à ce titre auditionné par l'office parlementaire d’évaluation des choix scientifiques et technologiques (OPECST) au sujet de la stratégie nationale de recherche en énergie, où il plaide en faveur d'un renforcement et d'une simplification des dispositifs existants entre le monde industriel et le monde académique. Il souligne également la problématique du prix du carbone, et du nécessaire développement des technologies de séquestration du dioxyde de carbone.
Il est le directeur de cabinet de Frédérique Vidal au ministère de l'Enseignement supérieur et de la Recherche de mai 2017 à avril 2019. De mai à novembre 2019, il retourne chez Total comme préfigurateur de la Digital Factory. Il est nommé en octobre 2019 au conseil d'administration de CentraleSupélec puis en novembre de la même année conseiller éducation, enseignement supérieur, jeunesse et sports au cabinet du Premier ministre Édouard Philippe. Il rejoint Boston Consulting Group en novembre 2020 en tant que directeur associé data science.
Il est nommé le 30 mars 2021 au conseil d'administration du CNES et Emmanuel Macron propose son nom pour en devenir le nouveau président afin de succéder à Jean-Yves Le Gall.

## Présidence du CNES

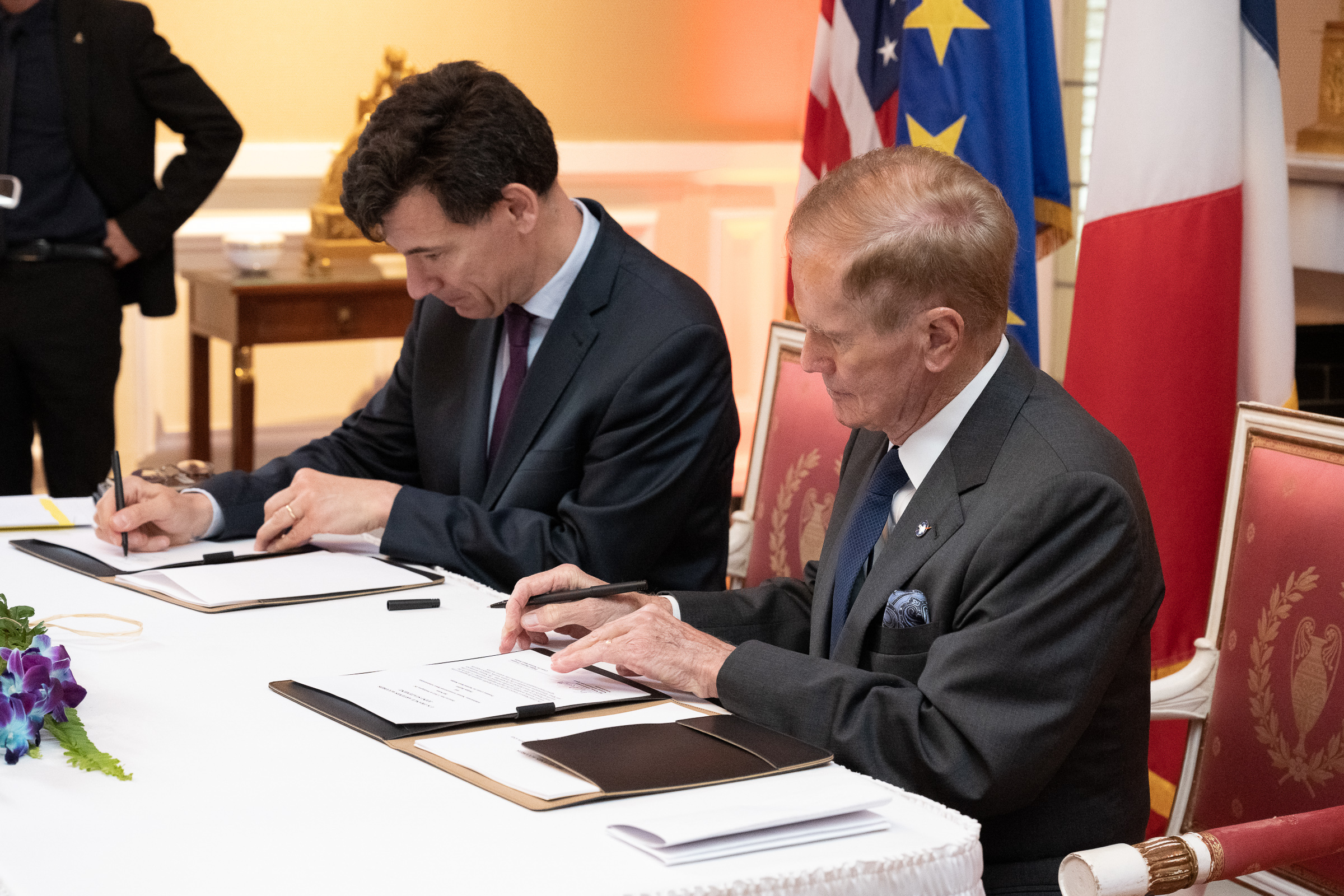
Philippe Baptiste (à gauche) signant les Accords Artemis avec Bill Nelson (à droite) à Washington.

Un des premiers objectifs de sa présidence est de mettre en œuvre le nouveau « contrat d'objectifs et de performance » (COP) succédant à celui de la période 2016-2020. Lors de ses vœux en janvier 2022 et son audition au Sénat le mois suivant, il rappelle la volonté de l’État de voir le CNES accompagner les nouveaux acteurs français du secteur spatial. Cette politique suscite des inquiétudes et une opposition de nombreux salariés du CNES. Une grève fortement suivie au centre spatial de Toulouse, ainsi qu'au centre spatial guyanais et à Paris, a lieu en avril 2022, un an après la nomination de Philippe Baptiste,,,.
Il signe les accords Artemis le 7 juin 2022, faisant ainsi de la France le 20e pays à rejoindre le programme d'exploration lunaire du même nom.

## Ministre
Le 23 décembre 2024, il est nommé ministre chargé de l'Enseignement Supérieur et de la Recherche auprès d'Élisabeth Borne, ministre d'État, ministre de l'éducation nationale, de l'enseignement supérieur et de la recherche. Il fait partie du Gouvernement François Bayrou.
En juillet 2025, il nie l'existence de l'islamo-gauchisme dans la société et les universités françaises.

## Ouvrages et publications
Philippe Baptiste est l'auteur de 65 publications scientifiques, principalement rédigées entre 1999 et 2012, concernant notamment l'algorithmique, la programmation par contraintes, l'optimisation combinatoire et le multitâche préemptif. Plusieurs de ses travaux de recherche concernent la sectorisation de l'espace aérien.

## Décorations
Le 15 mai 2015, Philippe Baptiste est nommé au grade de chevalier dans l'ordre national du Mérite au titre de « directeur général délégué à la science du Centre national de la recherche scientifique ; 20 ans de services » puis au grade de chevalier dans l'ordre national de la Légion d'honneur le 29 décembre 2022 au titre de « ingénieur, président du Centre national d'études spatiales ; 28 ans de services ».

## Pour approfondir